# Cattedrale di Medellín
La cattedrale di Medellín, il cui nome completo è basilica cattedrale metropolitana dell'Immacolata Concezione (spagnolo:Catedral Basílica Metropolitana de la Inmaculada Concepción de María), è la chiesa principale dell'Arcidiocesi di Medellín.
Fu eretta a partire dal 1890, è stata solennemente consacrata il 12 agosto 1931 e, nel 1948, è stata elevata al rango di basilica minore da papa Pio XII.
La cattedrale è stata dichiarata nel 1982 monumento nazionale della Colombia.

## Storia
Nel 1828, papa Pio IX fuse la Diocesi di Antioquia con la Diocesi di Medellín, spostando la sede vescovile nella seconda città. Come cattedrale si scelse la chiesa de La Candelaria, un edificio di modeste dimensioni nel centro della città. Il primo vescovo che si preoccupò della costruzione di un nuovo tempio fu Valerio Antonio Jiménez, al quale fu donato, nel 1870, un terreno nella periferia di Medellín, in Località Villanueva, da un privato cittadino. Nel 1874 Felipe Crosti fu nominato direttore dei lavori, ma la costruzione cominciò soltanto nel 1890 quando il nuovo vescovo Bernardo Herrera Restrepo incaricò il francese Charles Émile Carré del progetto per la nuova cattedrale. L'architetto francese rimase fino al 1894, quando fu poi sostituito da Heliodoro Ochoa e Salvador Ortiz. Nel 1902 la diocesi fu elevata al rango di arcidiocesi da Papa Leone XIII e quattro anni dopo, nel 1906, ne divenne la nuova guida Jose Manuel Caicedo. Nel 1919 l'italiano Giovanni Buscaglione fu incaricato di disegnare gli altari, la cattedra, i confessionali e il baldacchino. Nel 1923 la chiesa fu aperta al culto; tuttavia, non fu consacrata fino al 1931, anno in cui divenne anche cattedrale. Due anni dopo fu realizzato l'organo a canne e nel 1961 la chiesa è diventata anche parrocchia. Nel 1982 è diventata monumento nazionale della Colombia.

## Descrizione

### Facciata e campanili

facciata principale

La facciata principale si affaccia sul lato nord del Parque de Bolivar ed è forse la parte del tempio che possiede più elementi caratteristici dell'architettura romanica. Si compone di due torri con un'altezza di 66 metri per alla croce unite da un corpo che chiude la navata centrale.
Ciascuna delle torri è composta da tre parti distinte sovrapposte. Quella inferiore accoglie i grandi portali ad arco delle navate laterali; quello intermedio ha due monofore con arco a tutto sesto sottostanti una serie di quattro archetti ciechi; quello superiore, sul quale poggia la cuspide, ha due bifore per lato.
Il corpo che si trova tra le torri ha un grande portale strombato con due ante legno lignee separate da un pilastrino in mattoni. Sopra di esso le tre grandi monofore che illuminano la cantoria e, ancora più in alto, l'orologio realizzato dallo statunitense Seth Thomas e inaugurato l'8 aprile 1909.

### Interno

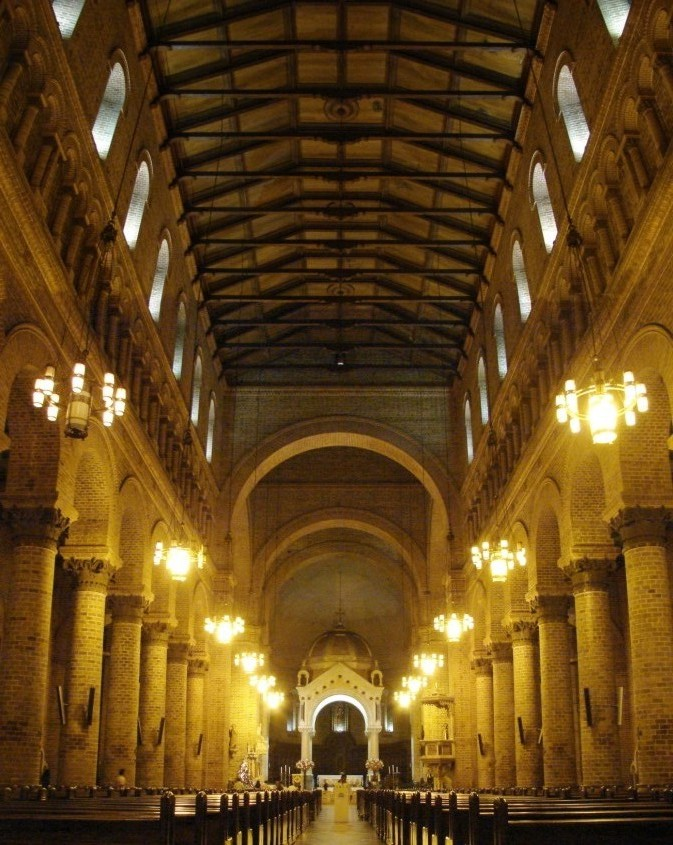
L'interno

L'interno della cattedrale è a tre navate separate da robuste colonne circolari con capitelli scolpiti. Sia le pareti, sia le volte sono rimaste con i mattoni a vista. La navata centrale, con soffitto a capriate lignee, ha le pareti laterali decorate da una serie di archetti ciechi, sormontate dalle monofore del cleristorio. Sopra l'ingresso, vi è la cantoria sorretta da colonne in mattoni, sopra la quale trova posto l'organo costruito nel 1933 da Eberhard Friedrich Walcker e restaurato nel 2009. Lungo le navate laterali, sotto le stazioni dipinte della Via Crucis, vi sono i confessionali marmorei in stile barocco disegnati da Giovanni Buscaglione. Dello stesso sono anche il pulpito, posto alla fine della navata centrale, gli altari laterali del transetto, la cattedra episcopale e il baldacchino dell'altare maggiore, costituito da una grande cupola semisferica sorretta da quattro colonne corinzie. Nella conca dell'abside, vi sono gli stalli lignei del coro dei canonici, realizzati fra il 1928 e il 1932. Ai due lati dell'abside maggiore vi sono la sagrestia (a destra) e il museo della cattedrale (a sinistra).

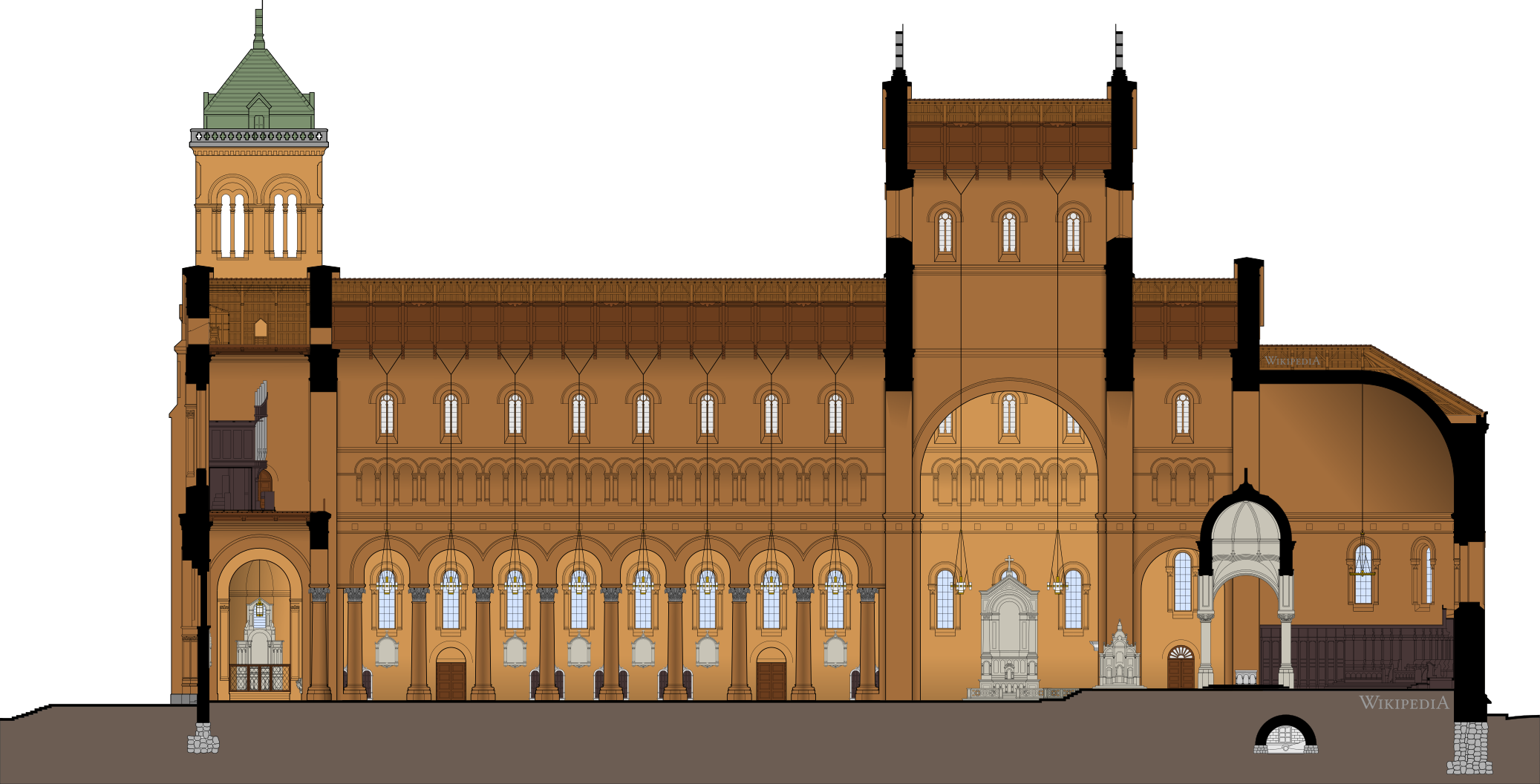
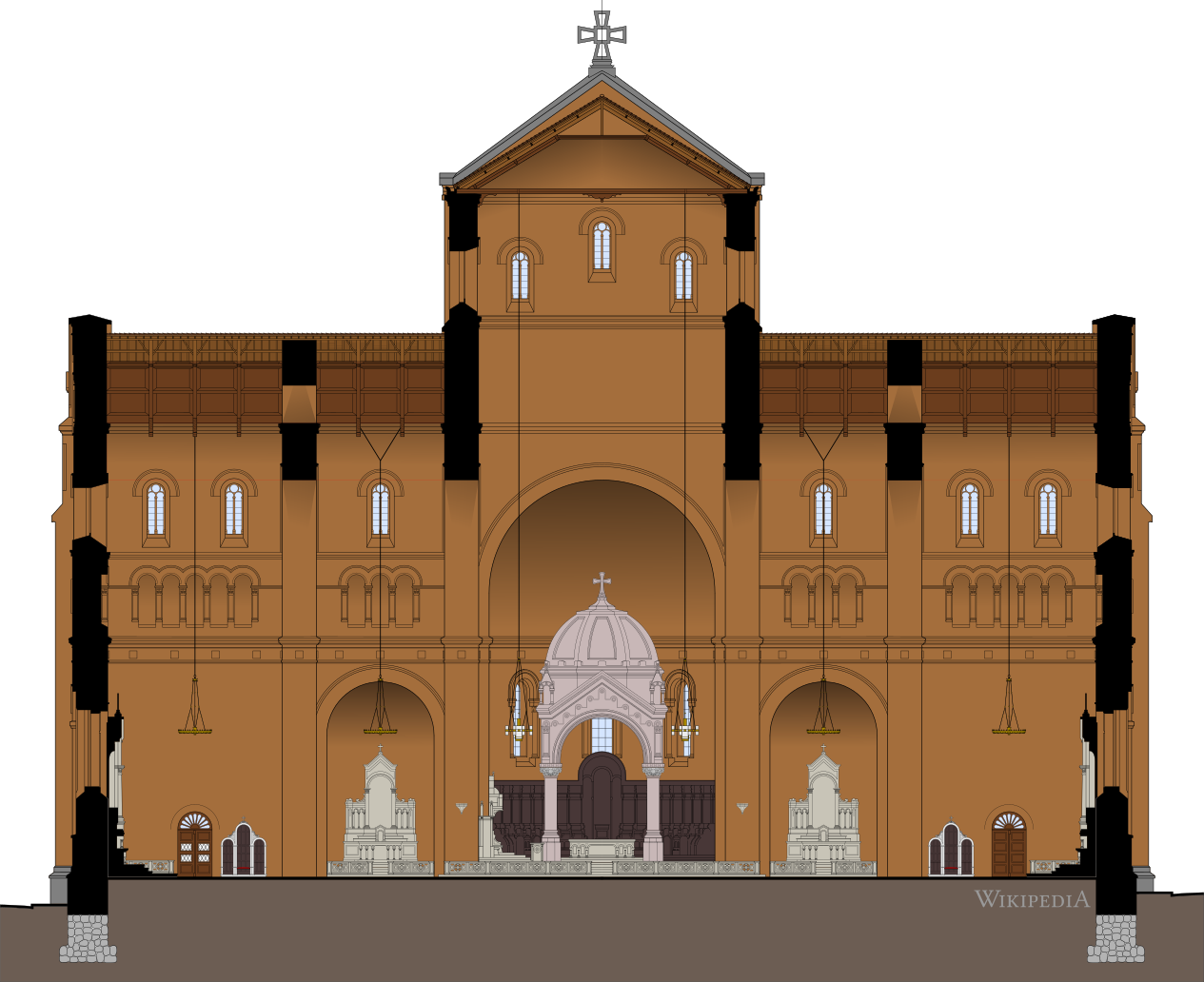